# Olga Fjodorovna Berggolc
Olga Fjodorovna Berggolc (oroszul О́льга Фёдоровна Бергго́льц, 1910. május 16., illetve a régi naptár szerint május 3. – 1975. november 13.), Olga Bergholz, szovjet költőnő. A leningrádi rádiónál a város ostroma alatt végzett munkájáról lett híressé. A védők lélekerejének és elszántságának a szimbólumává vált. 1959-ben megjelent emlékirataiból 1968-ban filmet forgattak.

## Magyarul
- Olga Bergholz: Nappali csillagok; ford. Szőllősy Klára; Európa, Bp., 1960 (Modern könyvtár)

## Fordítás
- Ez a szócikk részben vagy egészben  az   Olga Bergholz című angol Wikipédia-szócikk ezen változatának fordításán alapul.  Az eredeti cikk szerkesztőit annak laptörténete sorolja fel. Ez a jelzés csupán a megfogalmazás eredetét és a szerzői jogokat jelzi, nem szolgál a cikkben szereplő információk forrásmegjelöléseként.